# Nicola Farina
Nicola Farina (Baronissi, 10 aprile 1830 – Baronissi, 30 dicembre 1902) è stato un imprenditore e politico italiano.

## Biografia
Discendente da una ricca famiglia con grandi proprietà terriere e specializzata nell'allevamento dei cavalli, è stato consigliere comunale e sindaco di Baronissi, consigliere provinciale di Salerno, deputato per nove legislature e senatore a vita dal 1900.